# H. Bradley Shaffer
Howard Bradley Shaffer (* 26. Oktober 1953), manchmal auch Howard B. Shaffer, Jr. oder in Publikationen meist H. Bradley Shaffer, ist ein US-amerikanischer Herpetologe, Genetiker und Naturschutzbiologe.

## Leben
Shaffer erlangte im Juni 1976 den Bachelor of Science an der University of California, Berkeley. 1982 wurde er mit der Dissertation Evolution in a highly paedomorphic lineage: A case study of the Mexican ambystomatid salamanders zum Ph.D. an der University of Chicago promoviert. Von 1983 bis 1984 absolvierte er seine Postdoc-Phase unter Russell Lande und William Archley. Zudem war er Forschungsmitarbeiter am Field Museum of Natural History in Chicago. Von 1984 bis 1985 war er Gastdozent an der University of Chicago.
Von 1985 bis 1987 war Shaffer Assistant Professor an der University of California, Irvine. Von 1987 bis 2012 war er zunächst Assistant Professor, dann außerordentlicher Professor und schließlich ordentlicher Professor an der University of California, Davis. Shaffer ist ordentlicher Professor am Department of Ecology and Evolutionary Biology und am Institute of Environment and Sustainability der University of California, Los Angeles (UCLA) sowie seit 2012 Direktor des La Kretz Center for California Conservation Science.
Seine Forschungsschwerpunkte sind die Evolutionsbiologie, die Ökologie und die Naturschutzbiologie von Amphibien und Reptilien. Zu den aktuellen Forschungsprojekten seines Labors gehören die vergleichende Phylogeographie von Amphibien und Reptilien in Kalifornien und den zentralen Vereinigten Staaten, die Systematik von Süßwasserschildkröten und Landschildkröten in Australien, Kalifornien und in anderen Teilen der Erde sowie die Erhaltungsgenetik von gefährdeten kalifornischen Amphibien und Reptilien. 2013 leitete Shaffer ein internationales Team von 59 Biologen, das das erste vollständige Schildkrötengenom veröffentlichte.
Zu Shaffers Erstbeschreibungen zählen die Arten Nyctibatrachus aliciae (1984), Nyctibatrachus minor (1984), Oreolalax multipunctatus (1993) und Lithobates kauffeldi (2014). Im Jahr 2000 stellte er die neue monotypische Schildkrötengattung Leucocephalon für die Celebes-Erdschildkröte auf.
Seit 2003 ist Shaffer Mitglied der IUCN/SSC Tortoise and Freshwater Turtle Specialist Group und seit 2007 der IUCN/SSC Amphibian Specialist Group. Von 2013 bis 2015 war er Schatzmeister der Society of Systematic Biologists. 2014 war er Präsident der American Society of Ichthyologists and Herpetologists. Von 2018 bis 2021 war er Schatzmeister der American Genetic Association und 2010 Präsident dieser Organisation. Seit 2012 arbeitet er in der Redaktion der Fachzeitschrift Journal of Heredity.
2013 verfasste er den lexikalischen Eintrag Neoteny in Brenner’s Encyclopedia of Genetics. 2016 erschien das Werk California Amphibian and Reptile Species of Special Concern, an dem er als Mitautor beteiligt war. Zudem verfasste er Beiträge in der Fachzeitschrift Annual review of ecology, evolution, and systematics.
2022 wurde Shaffer zum Mitglied der American Academy of Arts and Sciences gewählt.